# Adam Yauch
Adam Nathaniel Yauch (5 augustus 1964 – 4 mei 2012), ook bekend onder de naam MCA en Nathanial Hörnblowér (pseudoniem) was een Amerikaanse rapper, bassist, songwriter en filmregisseur. Hij was het bekendst als de oprichter van het hiphop-trio Beastie Boys, opgestart in 1979 in New York.
Yauch werd geboren in Brooklyn als zoon van een katholieke vader en Joodse moeder. Hoewel hij niet religieus werd opgevoed, kreeg de Joodse komaf van hem en zijn bandleden regelmatig aandacht in de pers. Yauch was ook jarenlang actief voor ICT (International Campaign for Tibet) en initiatiefnemer van het Milarepafonds en de Tibetan Freedom concerten. In 2009 werd bij Yauch kanker in een speekselklier vastgesteld. Door zijn ziekte kon hij niet meer optreden.
Yauch stierf op 4 mei 2012, op 47-jarige leeftijd.
- Bibliothèque nationale de France: cb144991043 (data)
- Gemeinsame Normdatei: 1026319153
- International Standard Name Identifier: 0000 0001 1471 5179
- Library of Congress Control Number: no2001057542
- MusicBrainz: 0d3bf21a-5eec-443c-9a37-b305598b0840
- Nationale Bibliotheek van Tsjechië: js20070209025
- Nederlandse Thesaurus van Auteursnamen: 251777103
- Système universitaire de documentation: 161835880
- Virtual International Authority File: 44530475
- WorldCat: E39PBJvtbJRdcMGB6jJQR4Gj4q